# ديفيد مويس
ديفيد مويس (بالإنجليزية: David Moyes)‏ هو لاعب سابق ومدرب حالي اسكتلندى الجنسية من مواليد 25 إبريل عام 1963 في العاصمة الاسكتلندية غلاسكو.

## مسيرته الإحترافية
لعب مويس 540 مباراة في الدوريات البريطانية، كان أولها مع سيلتك الاسكتلندى من بين عام 1980 حتى 1983 ، لعب 24 مباراة دون أن يسجل أي هدف، ثم انتقل إلى كامبريدج يونايتد الإنجليزى في عام 1983 و شارك في 79 مباراة وسجل هدف واحد، قبل أن يقرر الرحيل لنادى بريستول سيتى الإنجليزى عام 1985 ، الذي لعب له موسمين شارك في 83 مباراة وسجل 6 أهداف.
و في عام 1987 وقع مويس عقود انضمامة لشريوبيرى تاون ، و لعب معه 96 مباراة وسجل 11 هدف، ثم عاد إلى دونفرملين أثلتيك الإسكتلندى ولعب معه 105 مباراة وسجل 13 هدف، قبل أن يلتحق بهاميلتون أكاديميكال مطلع عام 1993 حيث لم يلعب سوى خمس مباريات دون أن يسجل أي هدف . و جائت المحطة الأهم في حياة مويس حينما انتقل إلى بريستون نورث إيند عام 1993 ولعب معه 143 مباراة وسجل 15 هدف، قبل ان يقرر اعتزال كرة القدم في 1998.

## مسيرته التدريبية

### إيفرتون
في 14 مارس 2002 وقع مويس عقود تدريب نادي إيفرتون ، وسط شغف الجماهير لمعرفة ماذا يمكن أن يفعل مويس في الدورى الممتاز . و منذ عام 2002 و حتى 2013 ، أصبح ايفرتون أحد اقوى أندية إنجلترا، وأصبح ايفرتون أحد أكبر العقبات في مشوار أي نادى في الدورى الممتاز ، و اعتادت جماهير الفريق التنافس على المقاعد الأوروبية في كل موسم، وبات مشجع النادى يمشى مرفوع الرأس في المدينة بعد أن سيطر عليها ليفربول– الغريم التقليدى لايفرتون- لسنوات عديدة بل لعقود عديدة .
على الرغم من سياسة الإدارة وقلة موارد النادى الاقتصادية، لم تمنع تلك المشاكل مويس من بناء فريق قوى ومتجدد في كل موسم، فأعتاد على اكتشاف نجوم صغار والدفع بهم في الفريق الأول ومن ثم بيعهم لكبار اندية أوروبا .
و يأتى على رأس من إكتشفهم مويس، الفتى الذهبى واين روني وتيم كاهيل وميكل أرتيتا وجوليون ليسكوت وستيفن بينار وفيل جاغيلكا وجون هيتينجا وسيلفان ديستان وبيلي تيدينوف و اخيراً كلا من مروان فيلايني ونيكيكا يلافيتش . فاز مويس بلقب أفضل مدرب في إنجلترا 3 مرات، في مواسم 2002 -2003 و 2004-2005 و 2008-2009 ، و كان أحد المرشحين لتولى قيادة المنتخب الإنجليزى في يورو 2012. قاد مويس ايفرتون في 516 مباراة فاز في 217 و تعادل في 139 و خسر في 160 مباراة، ليكون بذلك من بين أقدم المدراء الفنيين في الدوري الإنجليزي

### مانشستر يونايتد
أعلن نادي مانشستر يونايتد الإنكليزي عن تعاقده مع المدرِّب الإسكتلندي ديفيد مويس لتدريب الفريق خلال المواسم الستة القادمة ابتداءً من الأول من تموز/يوليو لعام 2013 خلفاً لمواطنه الأسطورة سير أليكس فيرغسون الذي أعلن اعتزاله يوم الأربعاء الثامن من شهر مايو لعام 2013. وجاء الإعلان الرسمي على موقع النادي الإلكتروني بعد ترشيح مويز، فور إعلان اعتزال فيرغسون، كأبرز الأسماء لخلافته، علماً أن علاقة جيِّدة تجمع بين المدرِّبين منذ وقت طويل. يسميه عشاق مانشستر يونايتد The Chosen one «المختار», وذلك يعود بأن السير أليكس فيرغسون مدرب الشياطين الحمر السابق هو من رشحه لخلافته في تدريب اليونايتد.
لكن وبسبب النتائج السيئة وعدم تأهل مانشستر يونايتد لبطولة دوري أبطال أوروبا تمت إقالته في 22 أبريل 2014.

## وصلات خارجية
- ديفيد مويس على موقع IMDb (الإنجليزية)
- ديفيد مويس على موقع قاعدة بيانات كرة القدم.إي يو (الإنجليزية)
- ديفيد مويس على موقع Soccerbase.com (لاعب) (الإنجليزية)
- ديفيد مويس على موقع Soccerbase.com (مدرب) (الإنجليزية)
- ديفيد مويس على موقع عالم كرة القدم.نت (الإنجليزية)

- ديفيد مويس
- ديفيد كويس BBC
- ديفيد كويس CNN